# 網絡設備
網絡設備是计算机网络上各设备之间通信和交互時所需的一種電子設備。網絡設備可以被視為计算机网络中数据传输的中介。最常见的網絡設備是以太网适配器，这是大多数现代计算机系统中的标准配置。